# Siebenzylindermotor
Der Siebenzylindermotor, kurz Siebenzylinder, ist eine seltene Art von Hubkolben-Verbrennungsmotoren. Es gibt ihn als Reihenmotor – dann meist als Dieselmotor sowie als Sternmotor – in aller Regel Ottomotoren. Die Reihen-Dieselmotoren sind meist wassergekühlt, die Sternmotoren dagegen luftgekühlt.

## Bauarten

### Reihenmotor
Reihenmotoren mit sieben Zylindern, vorzugsweise als Zweitakt-Dieselmotor, werden zum Antrieb von Schiffen eingesetzt. Bekannte Hersteller solcher Schiffsdieselmotoren sind MAN Energy Solutions (Marke B&W) und die finnische Firma Wärtsilä, Motoren dieser Bauart wurden aber auch in MAN-Lizenz vom VEB Dieselmotorenwerk Rostock für die DSR der ehemaligen DDR hergestellt. Ihre langgestreckte Bauart machte sie für den Einbau in PKW unattraktiv, jedoch werden sie vom finnischen Motorenhersteller AGCO Power (ehemals SISU Diesel) als Antriebe für Traktoren, Mähdrescher und schwere LKW hergestellt. Auch Krupp baute in den 1950er Jahren für einen schweren Muldenkipper einen Siebenzylinder-Zweitakt-Dieselmotor als Reihenmotor, der aus einem Drei- und Vierzylinder-Motorblock bestand.

### Sternmotor

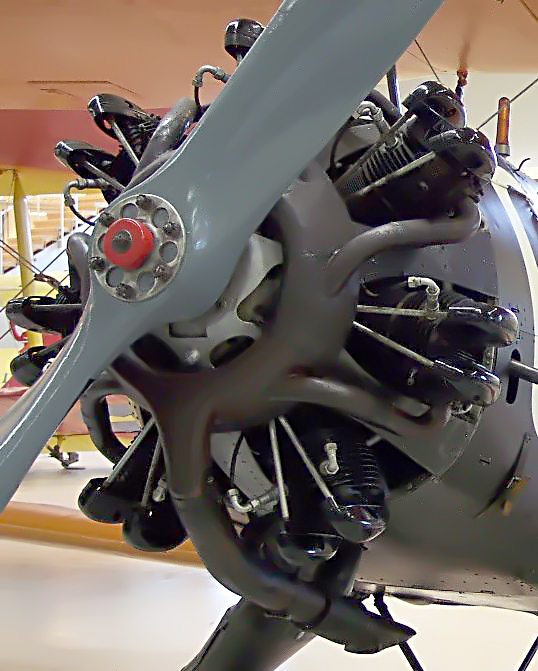
Luftgekühlter Siebenzylinder-Sternmotor Siemens Sh 14

Bereits im Ersten Weltkrieg waren viele Flugzeugtypen mit luftgekühlten Siebenzylinder-Umlaufmotoren versehen, bei denen Kurbelgehäuse, Zylinder und der Propeller um die starre Kurbelwelle rotierten. Als Flugmotor waren Siebenzylinder-Sternmotoren konventioneller Bauart lange Zeit im Einsatz, da sie das bestmögliche Verhältnis von Zylinderzahl, struktureller Stabilität und Motorleistung boten. Der Aufbau (Ventilsteuerung mit Nockentrommel, Kurbelwelle mit sieben Pleueln) und damit die Wartung ist jedoch aufwendiger als bei Reihenmotoren.

## Konstruktive Besonderheiten
Die mäßige Laufruhe von Siebenzylinder-Reihenmotoren, auch dies ein Grund für den fast völlig ausbleibenden Einsatz im Kraftfahrzeugbau, resultiert ähnlich wie bei Fünfzylindermotoren aus der ungeradzahligen Kurbelversetzung. Zusätzliche Schwierigkeiten ergeben sich bei der Herstellung der mechanischen Kernkomponenten (Kurbelwelle beim Siebenzylinder-Reihenmotor bzw. Zylinderblock und Anschlusspunkte der Nebenpleuel an das Hauptpleuel beim Siebenzylinder-Sternmotor) aus der schwierigen Teilbarkeit des Vollkreiswinkels durch sieben (360° : 7 = 51,428571...° bzw. 51°25’42,857142..."), dies kann immer nur annähernd geschehen. Der Bau von Siebenzylindermotoren ist also nur unter Ausnutzung der zulässigen Fehlertoleranzen bei bestmöglicher Annäherung an das Wunschergebnis möglich. Daher werden einfacher gehaltene Reihenmotoren mit geraden oder durch drei teilbaren Zylinderzahlen bevorzugt, auch wenn Siebenzylinder-Reihenmotoren gelegentlich noch als Schiffsantriebe gebaut und eingesetzt werden.

## Trivia und Kuriosa
- Die niederländische Marine rüstete zum Beispiel das U-Boot UD3 (Onderzeeboot 25 bzw. O25) mit zwei Siebenzylinder-Reihenmotoren (Zweitakt-Diesel) aus.[1]
- Ein US-amerikanischer Panzertyp des Zweiten Weltkrieges, der M3 Stuart, war mit einem modifizierten luftgekühlten Siebenzylinder-Flugmotor (Sternmotor) ausgestattet.
- Custombike-Hersteller, wie JRL aus den Vereinigten Staaten, bauen Motorräder mit originalen Siebenzylinder-Sternmotoren aus dem Flugzeugbau.